# Ghiacciaio Antevs
Il ghiacciaio Antevs è un ghiacciaio situato sulla costa di Loubet, nella Terra di Graham, nella parte settentrionale della penisola Antartica. Il ghiacciaio, il cui punto più alto si trova 163 m s.l.m., si trova in particolare nella penisola Arrowsmith e fluisce in direzione nord tra i picchi Seue e le montagne di Boyle fino ad alimentare la piattaforma di ghiaccio Müller, nel fiordo di Lallemand.

## Storia
Il ghiacciaio Antevs fu così battezzato nel 1960 dal Comitato britannico per i toponimi antartici in onore di Ernst V. Antevs, geologo e glaciologo statunitense.